# Wasserstraßen- und Schifffahrtsamt Köln
Das Wasserstraßen- und Schifffahrtsamt Köln (WSA Köln) war ein Wasserstraßen- und Schifffahrtsamt in Deutschland. Es gehörte zum Dienstbereich der Generaldirektion Wasserstraßen und Schifffahrt, vormals Wasser- und Schifffahrtsdirektion West.
Durch die Zusammenlegung der Wasserstraßen- und Schifffahrtsämter Bingen, Köln und Duisburg-Rhein ging es am 30. Januar 2020 im neuen Wasserstraßen- und Schifffahrtsamt Rhein auf.

## Geschichte und Zuständigkeitsbereich

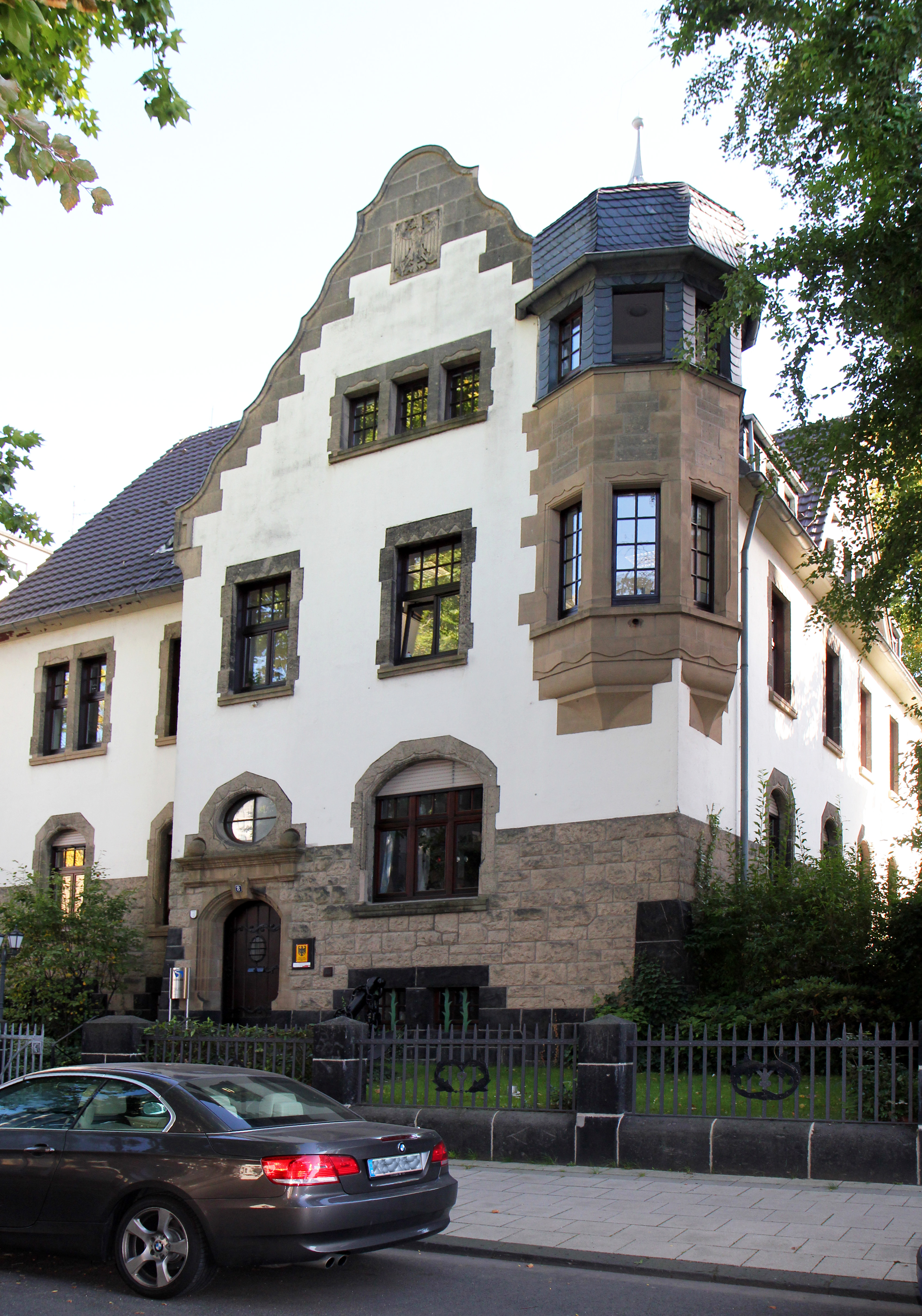
Dienstgebäude des WSA Köln, An der Münze

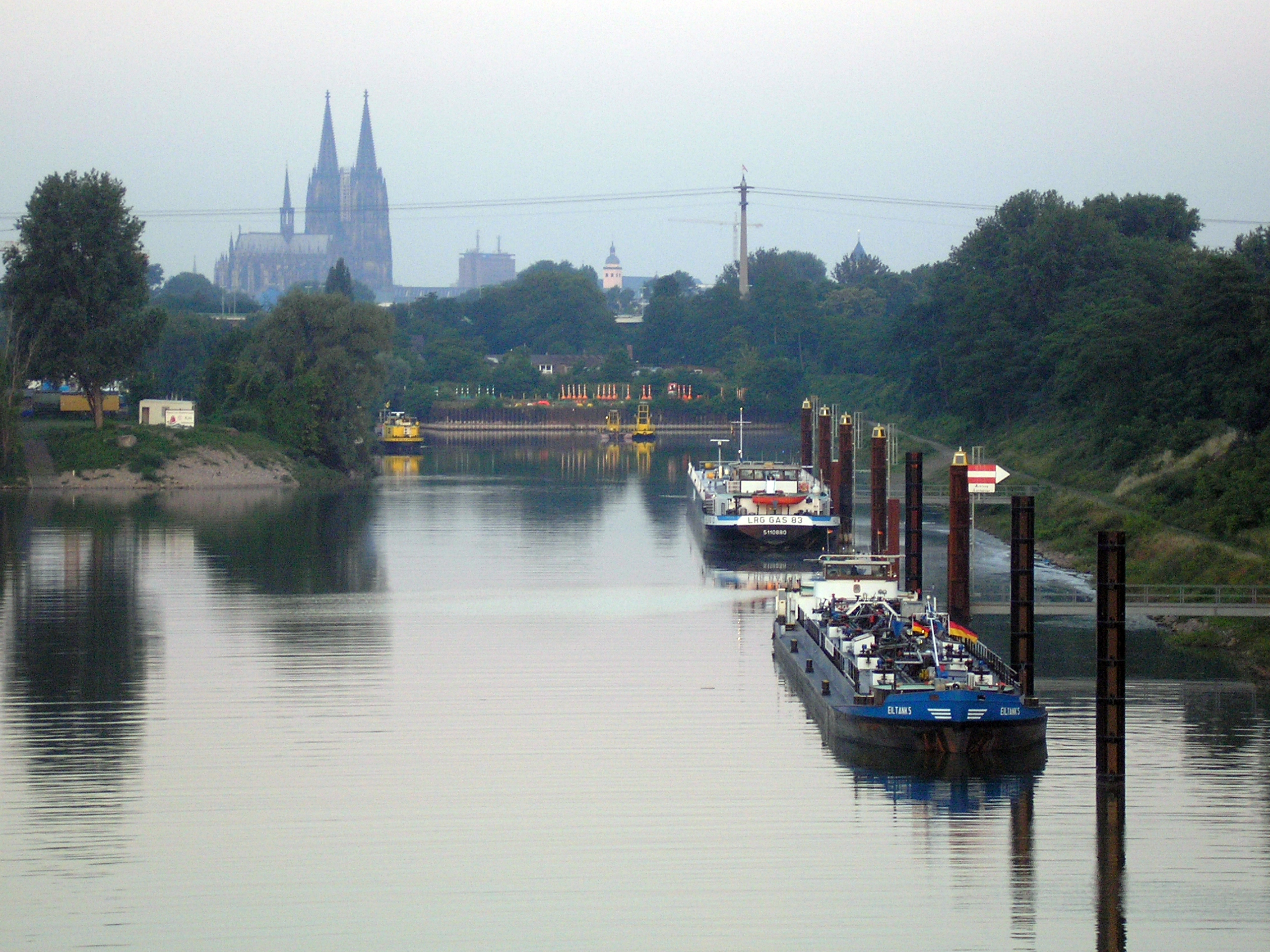
Hafen K-Mülheim mit WSA-Tonnenhof

Die Wasser und Schifffahrtsverwaltung (WSV) war dem Bundesminister für Verkehr, Bau und Stadtentwicklung unterstellt und verwaltete für den Bund die Bundeswasserstraßen. Das Wasserstraßen- und Schifffahrtsamt Köln war hierbei zuständig für die Bundeswasserstraße Rhein von Rhein-km 642,2 (linkes Rheinufer bei Rolandswerth) und Rhein-km 639,24 (rechtes Rheinufer bei Rheinbreitbach) bei Bad Honnef (Grenze zum Amtsbereich des Wasserstraßen- und Schifffahrtsamtes Bingen) bis zum Rhein-km 759,7 auf Höhe der Stadtgrenze Duisburg/Krefeld (Grenze zum Amtsbereich des Wasserstraßen- und Schifffahrtsamtes Duisburg-Rhein). Sein Zuständigkeitsbereich erstreckte sich somit auf knapp 120 Rheinkilometer. Das Erscheinungsbild des Rheins in diesem Streckenbereich ist geprägt von seiner großen Fließbreite, aber geringer Flusstiefe und seiner beweglichen Sohle aus Kies-Sand. Durch die bewegliche Sohle und die unterschiedlichen Geschwindigkeiten ändert sich das Erscheinungsbild der Stromsohle kontinuierlich. Die Breite des Mittelwasserbettes beträgt etwa 300 Meter. Die Wassergeschwindigkeit reicht – abhängig vom Wasserstand – von 0,5 bis über 3,0 m/s. Die Durchflussmenge schwankt dabei zwischen 550 und 12.200 m³/s und der Wasserspiegel dementsprechend um bis zu 11,50 m.
Das Wasserstraßen- und Schifffahrtsamt Köln wurde 1910 in Anwesenheit von Kaiser Wilhelm II. am heutigen Standort in Betrieb genommen. Das war kurz nach der mehrfach korrigierten Neueinmessung des Rheins, die zwischen 1883 und 1910 erfolgte. In seine Zuständigkeit fiel die spektakuläre Havarie der Excelsior am 25. März 2007 im Bereich von Köln-Zündorf, bei der das Schiff 32 von 103 Frachtcontainern verloren hatte. Infolge der Havarie musste die Bundeswasserstraße Rhein zwischen Köln-Sürth und Köln-Niehl (Rhein-km 675 bis 695) für die Schifffahrt vollständig gesperrt werden. In die Zuständigkeit des Wasserstraßen- und Schifffahrtsamts Köln fiel auch „die Gewährleistung der Sicherheit und Leichtigkeit des Schiffsverkehrs und … die Unterhaltung und der Ausbau des Rheins“. Insgesamt standen neun Wasserfahrzeuge auch für Kontrollfahrten zur Verfügung.

## Aufgabenbereich
Zu den Aufgaben des Wasserstraßen- und Schifffahrtsamtes Köln gehörten:
- Unterhaltung der Bundeswasserstraßen im Amtsbereich
- Betrieb und Unterhaltung baulicher Anlagen
- Aus- und Neubau
- Unterhaltung und Betrieb der Schifffahrtszeichen
- Messung von Wasserständen
- Übernahme strom- und schifffahrtspolizeilicher Aufgaben.

## Außenbezirke
Zum Wasserstraßen- und Schifffahrtsamt Köln gehörten die Außenbezirke in Niederkassel, Köln und Neuss.
- Der Außenbezirk Neuss war zuständig für den Rhein von Rhein-km 759,7 bis Rhein-km 717,7.
- Der Außenbezirk Köln war zuständig für den Rhein von Rhein-km 717,7 bis Rhein-km 679,0.
- Der Außenbezirk Niederkassel war zuständig für den Rhein von Rhein-km 679,0 bis Rhein-km 642,2 (linkes Rheinufer) und Rhein-km 639,24 (rechtes Rheinufer).

## Kleinfahrzeugkennzeichen
Den Kleinfahrzeugen im Bereich des Wasserstraßen- und Schifffahrtsamtes Köln wurden Kleinfahrzeugkennzeichen mit der Kennung K zugewiesen.